# Yale Richmond
Yale Richmond – dyplomata, specjalista w dziedzinie komunikacji międzykulturowej. 

## Życiorys
Studiował historię na Columbia University pod kierunkiem Oskara Haleckiego. Przez 30 służył w dyplomacji amerykańskiej min. w Niemczech, Laosie, Polsce (ataache kulturalny), Austrii i Związku Radzieckim. W latach odprężenia lat 70. był dyrektorem Office of Soviet and East European Exchanges in the Bureau of Educational and Cultural Affairs Departamentu Stanu USA. Przeszedł na emeryturę w 1979 roku jako zastępca dyrektora Commission on Security and Cooperation in Europe (US Congress). Po przejściu na emeryturę, pracował jako konsultant National Endowment for Democracy. 

## Wybrane publikacje
- From nyet to da: understanding the new Russia,  Boston: Intercultural Press 2009.
- Cultural exchange & the Cold War : raising the iron curtain,  Pennsylvania State University Press 2003.

## Publikacje w języku polskim
- Wymiana kulturalna Stany Zjednoczone-Związek Radziecki w latach 1958-1986. Kto wygrywa?, wybór i wstęp Jadwiga Stachura, tłum z ang. Elżbieta Gołębiowska, Warszawa: Akademia Nauk Społecznych. Centrum Studiów Polityki i Propagandy 1989.